# Andrena nigroclypeata
Andrena nigroclypeata är en biart som beskrevs av Linsley 1939. Andrena nigroclypeata ingår i släktet sandbin, och familjen grävbin. Inga underarter finns listade i Catalogue of Life.